# Дионисий (Шумилин)
Епископ Диони́сий (в миру Па́вел Серге́евич Шуми́лин; 28 апреля 1979, Алексин, Тульская область) — архиерей Русской православной церкви, епископ Россошанский и Острогожский.

## Биография
Родился 28 апреля 1979 года в городе Алексине Тульской области. Крещён в младенчестве.
В 1996 года окончил среднюю школу № 18 в Алексине. В том же году поступил в Тульский государственный технический университет. В 1998 года перевёлся в Московский государственный университет инженерной экологии (МГУИЭ).
С 2002 года — прихожанин Данилова ставропигиального монастыря города Москвы.
В 2003 года окончил МГУИЭ по специальности «инженер химических производств». С августа 2003 года по апрель 2004 года работал в Научно-исследовательском и конструкторском институте монтажной технологии г. Москвы инженером-технологом.
В апреле 2004 года поступил в Данилов монастырь кандидатом в послушники. В июне 2005 года зачислен в послушники.
В 2010 года пострижен в рясофор. В 2010 году окончил Московскую Духовную Семинарию, поступил в Московскую духовную академию.
В 2011 году пострижен в мантию с именем Дионисий в честь преподобного Дионисия Радонежского.
19 июля 2012 года архиепископом Сергиево-Посадским Феогностом (Гузиковым) был рукоположен в сан иеродиакона.
В 2014 году окончил Московскую духовную академию.
11 сентября 2017 года в Казанском храме города Борисоглебска епископ Борисоглебский и Бутурлиновский Сергий (Копылов) рукоположил иеродиакона Дионисия во иеромонаха с возложением набедренника.
9 июня 2018 года назначен исполняющим обязанности настоятеля Серафимо-Саровского мужского монастыря и благочинным Архиерейского церковного округа Борисоглебской епархии. 17 июля 2020 года решением Священного синода РПЦ назначен игуменом Серафимо-Саровского мужского монастыря села Новомакарово Грибановского района Воронежской области.
14 августа 2020 года в храме в честь святых Царственных страстотерпцев Серафимо-Саровского монастыря близ села Новомакарово Грибановского района епископом Борисоглебским и Бутурлиновским Сергием возведён в сан игумена.

### Архиерейство
13 октября 2022 года решением Священного Синода РПЦ избран епископом Россошанским и Острогожским.
16 октября 2022 года в храме Рождества Христова города Лиски Воронежской области митрополитом Воронежским и Лискинским Сергием (Фоминым) возведён в сан архимандрита.
25 декабря 2022 года в храме Кирилла и Мефодия в Ростокино рукоположен во епископа Россошанского и Острогожского. Хиротонию совершили: Патриарх Кирилл, митрополит Воскресенский Дионисий (Порубай), митрополит Воронежский и Лискинский Сергий (Фомин), митрополит Саранский и Мордовский Зиновий (Корзинкин), архиепископ Егорьевский Матфей (Копылов), епископ Борисоглебский и Бутурлиновский Сергий (Копылов), епископ Солнечногорский Алексий (Поликарпов).
16 мая 2023 года освобождён от должности игумена Серафимо-Саровского мужского монастыря.